# Gertruda (film)
Gertruda (duń. Gertrud) – duński dramat filmowy z 1964 roku w reżyserii Carla Theodora Dreyera. 

## Zarys fabuły
Bohaterka filmu, obracająca się wśród artystów i muzyków Gertruda (Nina Pens Rode), rozwodzi się z mężem Gustavem i zakochuje się w kompozytorze Erlandzie Janssonie.  Kiedy rozczarowuje się kolejną miłością, udaje się na wewnętrzną emigrację, wspominając swoje młodzieńcze lata i poszukiwania uczucia idealnego.

## O filmie
Gertruda wzbudziła kontrowersje wśród publiczności; podczas premiery w Paryżu została wybuczana przez publiczność, a wielu krytyków uznało ją za powolną, pozbawioną życia i staromodną. Inaczej zinterpretowali ją jednak wpływowi krytycy z „Cahiers du Cinéma”; Claude Chabrol umieścił ją na szczycie swej listy ulubionych filmów 1964 roku, a Jean-Luc Godard porównał ją do „ostatnich kwartetów smyczkowych Beethovena”. 
Film Dreyera, ostatni w jego karierze, doczekał się nagrody FIPRESCI na 26. MFF w Wenecji, a amerykańska National Board of Review przyznała mu miejsce na liście najlepszych filmów roku.